# Cap Septentrional
El Cap Septentrional és una de les nou províncies noves de Sud-àfrica, formada el 1994 de l'antiga província del Cap. Limita al nord amb Namíbia i Botswana, al sud amb les províncies del Cap Occidental i el Cap Oriental i a l'est amb l'Estat Lliure i la província del Nord-oest. És la província més gran i menys poblada. La capital és Kimberley. La província és dividida en 30 municipis:
- Benede Oranje
- Bo Karoo
- Diamondfields
- Dikgatlong
- Emthanjeni
- Gamagara
- Ga-Segonyana
- Hantam
- Kai Garib
- Kalahari
- Kamiesberg
- Kareeberg
- Karoo Hoogland
- Kgatelopele
- Kheis
- Khara Hais
- KhGi-Ma
- Magareng
- Mier
- Nama Khoi
- Phokwane
- Renosterberg
- Richtersveld
- Siyancuma
- Siyathemba
- Sol Plaatje
- Thembelihle
- Tesantsabane
- Ubuntu
- Umsombomvu